# Первоиерарх Русской православной церкви заграницей
Первоиера́рх Русской православной церкви заграницей — глава Русской православной церкви заграницей в сане митрополита. Является председателем Собора епископов и Архиерейского синода РПЦЗ, епархиальным архиереем Восточно-Американской и Нью-Йоркской епархии, в которой имеет постоянное местопребывание, и настоятелем Митрополичьего соборного храма и управляет церквами, не входящими в состав епархий, а непосредственно ему подчинёнными.

## Первоиерархи РПЦЗ
- 19 ноября 1920 — 10 августа 1936 — Антоний (Храповицкий)
- 10 августа 1936 — 27 мая 1964 — Анастасий (Грибановский)
- 27 мая 1964 — 21 ноября 1985 — Филарет (Вознесенский)
- 22 января 1986 — 10 августа 2001 — Виталий (Устинов)
- 28 октября 2001 — 16 марта 2008 — Лавр (Шкурла)
- 18 мая 2008 — 16 мая 2022 — Иларион (Капрал)
- с 18 сентября 2022 года — Николай (Ольховский)

## Избрание первоиерарха
Избирается Собором епископов РПЦЗ из наличного состава её епископата пожизненно.
Подписанный 17 мая 2007 года Акт о каноническом общении РПЦЗ и РПЦ предусматривает, что первоиерарх РПЦЗ, избираемый её Архиерейским собором, подлежит утверждению патриархом Московским и всея Руси и Священным синодом Московского патриархата.
Первоиерарх РПЦЗ Иларион (Капрал) — первый глава РПЦЗ, утверждённый в должности патриархом Московским и всея Руси и Священным синодом РПЦ.

## Права Первоиерарха
1. председательствует на Соборе Епископов РПЦЗ,
2. отвечает за внутреннее и внешнее благосостояние Русской Православной Церкви Заграницей,
3. созывает Соборы Епископов очередные и чрезвычайные, Всезарубежные Церковные Соборы РПЦЗ и председательствует на них,
4. председательствует в Архиерейском Синоде,
5. представляет Собору отчёты о состоянии Русской Православной Церкви Заграницей за междусоборный период времени,
6. сносится с Предстоятелями и Представителями Автокефальных Православных Церквей по вопросам церковной жизни во исполнение постановлений Собора или Архиерейского Синода, а также и от своего имени,
7. сносится с государственными властями по делам Русской Православной Церкви Заграницей,
8. обращается ко всей Русской Православной Церкви Заграницей с Архипастырскими посланиями и учительными наставлениями,
9. отвечает за своевременное замещение архиерейских кафедр,
10. отвечает за своевременное изготовление Святого Мира и Святых Антиминсов,
11. преподает благословение духовным и светским лицам за их полезную для Церкви деятельность,
12. непосредственно подчиненному ему духовенству даёт награды до сана протоиерея и игумена включительно,
13. в необходимых случаях даёт указания иерархам как относительно их личной жизни, так и исполнения ими архипастырского долга,
14. управляет церквами, миссиями и монастырями, непосредственно ему подчинёнными,
15. в случае открытия вакансии архиерейской кафедры принимает на себя временное управление ею или поручает таковое одному из Преосвященных до назначения туда управляющего,
16. принимает жалобы на архиереев и даёт им надлежащий ход,
17. принимает к своему рассмотрению дела по личным недоразумениям между архиереями, добровольно обращающимися к его посредничеству, без формального судопроизводства, причём решения Первоиерарха в таких случаях для сторон обязательны,
18. пользуется правом посещения в необходимых случаях всех епархий с ведома Епархиального Архиерея,
19. надзирает за правильным ведением дел Синода и Синодальных учреждений и за исполнением постановлений Собора и Синода,
20. разрешает отпуски Архиереев из их епархий от 2-х недель до 2-х месяцев, не связанные с временным заместительством отпускаемых,
21. выдаёт Святое Миро для епархий и церквей всей Русской Православной Церкви Заграницей,
22. посещает Духовные школы,
23. по своему почину вносит вопросы и дела на рассмотрение и решение Собора и Архиерейского Синода.
24. имеет право протеста в тех случаях, когда он признаёт, что постановленные Архиерейским Синодом решения не соответствуют благу и пользе Церкви.

## Аппарат Первоиерарха
Обеспечением деятельности Первоиерарха занимается Личная канцелярия Первоиерарха и секретарь. Как отмечала Ирина Папкова в 2006 году: «В отличие от Патриархии, попасть даже к самому первоиерарху очень просто. Стоит только подойти к нему после службы, и вопрос решен, поскольку Митрополит не заслонен стеной секретарей и иподиаконов. В принципе любой прихожанин или священник Зарубежной Церкви чувствует себя вправе лично высказать священноначалию свое мнение, не боясь негативных последствий».

## Резиденция Первоиерарха
Резиденция находится в США.
Адрес: 75 E. 93rd Str., New York, NY 10128 USA.